# 38 Pułk Pograniczny NKWD
38 Pułk Pograniczny NKWD – jeden z pułków pogranicznych w składzie wojsk Ludowego Komisariatu Spraw Wewnętrznych ZSRR.
Jego zadaniem była walka z oddziałami Armii Krajowej i innych polskich organizacji niepodległościowych.
17 stycznia 1945 dwa bataliony 38 Pułku Pogranicznego razem z oddziałami LWP i Armii Czerwonej a także 2 Pułkiem Pogranicznym wkroczyły do "wyzwolonej" Warszawy, o czym 2 dni później Ławrentija Berię informował sam Iwan Sierow.